# Wufeng (Yichang)
Der Autonome Kreis Wufeng der Tujia (chinesisch 五峰土家族自治县, Pinyin Wǔfēng Tǔjiāzú zìzhìxiàn) ist ein autonomer Kreis der Tujia in der chinesischen Provinz Hubei. Er gehört zum Verwaltungsgebiet der bezirksfreien Stadt Yichang. Wufeng hat eine Fläche von 2.370 km² und zählt 190.000 Einwohner (Stand: Ende 2019). Sein Hauptort ist die Großgemeinde Wufeng (五峰镇).